# Musées du Vatican

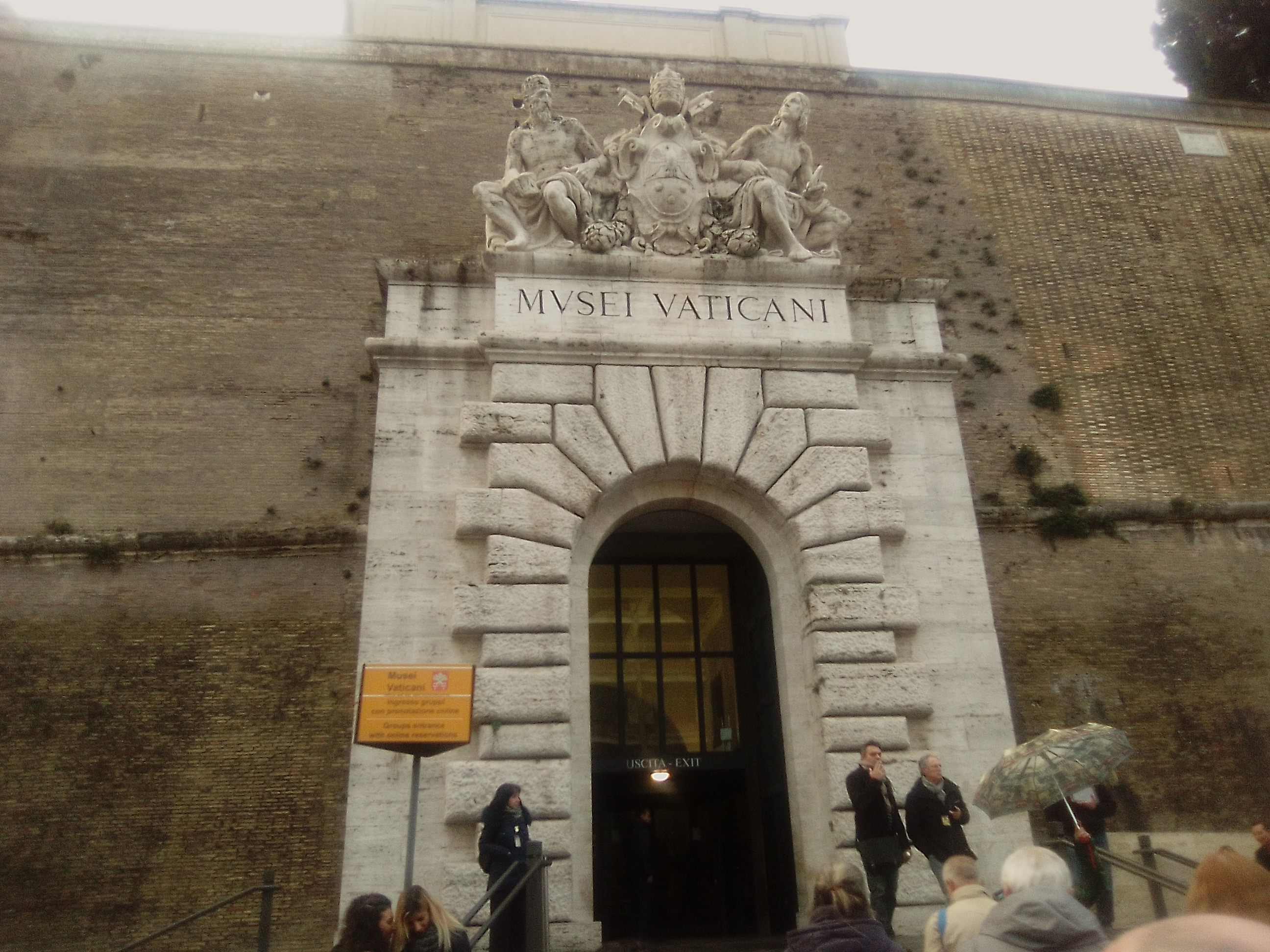
Musée du Vatican : porte d'entrée de décoration « baroque italien ».

Les musées du Vatican constituent un ensemble muséal situé au Vatican. Il regroupe douze musées, ce qui représente cinq galeries et mille quatre cents salles. L'ensemble abrite l'une des plus grandes collections d'art dans le monde, car il expose la vaste collection d'œuvres d'art, notamment peintures et sculptures, rassemblée au fil des siècles par les papes, surtout à l'époque des États pontificaux (jusqu'en 1870), et par la suite l'institution même des « Musées du Vatican ». Les musées sont en partie hébergés dans le palais du Vatican.
Chaque année, des millions de personnes admirent les chefs-d'œuvre exposés dans les sept kilomètres de salles et couloirs des musées, en faisant le troisième musée le plus visité au monde en 2019, avec 6 882 931 visiteurs, confirmant ainsi son titre de musée le plus visité de la péninsule italienne.

## Histoire
La naissance des musées est rattachée à la volonté du pape Jules II de faire déplacer au début du XVIe siècle des statues antiques, comme l'Apollon du Belvédère et le Laocoon, dans les jardins du Belvédère. Les statues venaient enrichir le projet de Bramante pour le Cortile del Belvedere, vaste complexe de bâtiments pour relier le Vatican à la villa du Belvédère. Bramante y conçoit également un jardin inspiré des palais anciens. Avec les statues, le jardin attire bientôt les artistes intéressés à étudier l'Antiquité romaine. Plus tard, d'autres sculptures, dont la Venus Felix et le Torse, sont ajoutées.
L'expansion des musées est ralentie sous le pontificat de Paul V en raison des travaux de la nouvelle basilique qui doit remplacer l'ancienne basilique construite par Constantin. Des fragments de peintures, de sculptures et de mosaïques sont cependant récupérés lors de la démolition.
Il faut attendre le XVIIIe siècle pour qu'un nouvel essor aux collections vaticanes soit donné, grâce en particulier à la bibliothèque Vaticane qui abritait déjà les restes de la bibliothèque de Constantinople. Le pape Clément XIV décide de transformer le Petit Palais du Belvédère en ce qui deviendra le musée Pio-Clementino qui sera achevé sous Pie VI. Puis, sous le pontificat de Pie VII, des salles sont aménagées pour accueillir les antiquités classiques, le musée Chiaramonti. Le pape instaure également une politique de protection du patrimoine artistique.
Après la chute de Napoléon, le Vatican réclame à la France la restitution des œuvres qui avaient été confisquées par l'empereur. Pour leur retour, un nouveau bâtiment est construit, le Braccio Nuovo (Aile nouvelle) inauguré en 1818. Ensuite, sous Grégoire XVI, le musée Étrusque et le musée Égyptien sont créés pour faire place aux découvertes et acquisitions de vases grecs et étrusques ainsi que la petite collection d’antiquités égyptiennes. Le Palais du Latran est également restauré pour abriter une collection d'art antique et des peintures qui devient le Musée grégorien profane. Le Palais accueille ensuite le Musée chrétien, à la suite des campagnes de fouille dans les églises et les catacombes, et le Musée ethnologique missionnaire pour les dons et les collections des missions évangéliques. Ces trois musées seront rapatriés au Vatican sous les pontificats de Jean XXIII et de Paul VI.
Sous Grégoire XVI toujours, la Pinacothèque vaticane voit le jour afin de recevoir les collections de tableaux. L'espace réservé variera au cours des siècles suivants jusqu'à l'inauguration en 1932 du bâtiment actuel.
Lorsque le Vatican devient l'État de la Cité du Vatican, en 1929, une nouvelle entrée aux musées doit être prévue. Ce sera sur le Viale Vaticano à travers les remparts et par l'escalier hélicoïdal de l'architecte Giuseppe Momo, l'escalier de Bramante. Enfin, en février 2000, le pape Jean-Paul II inaugure la nouvelle entrée, mieux adaptée, et dotée elle aussi d'une rampe hélicoïdale.

## Musées

### Pinacothèque

#### Historique

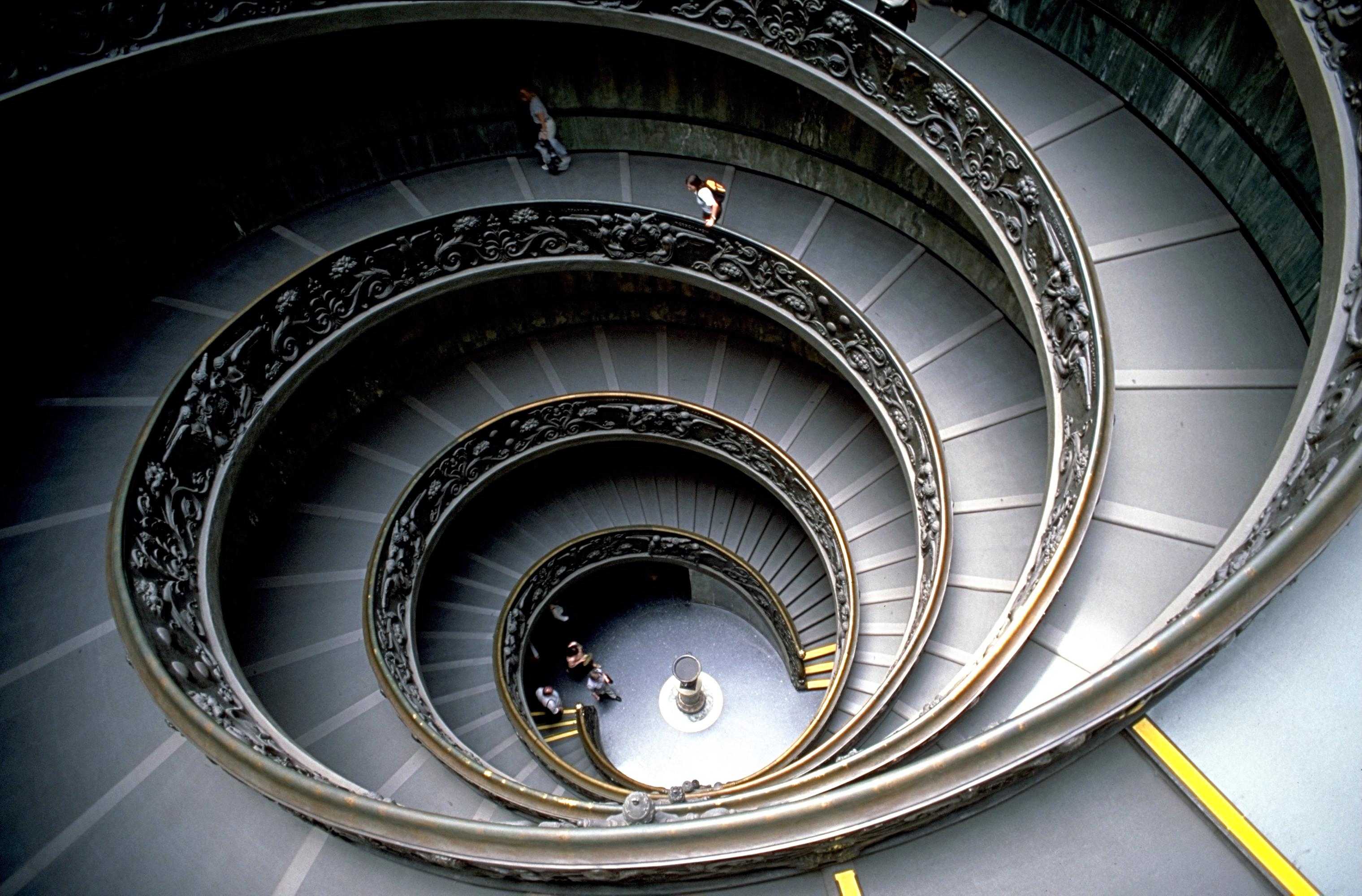
Spirale double hélice les escaliers des Musées du Vatican

Le mot pinacothèque vient du grec pinakes qui correspond à des tablettes en bois ou en terre servant de support pour les tableaux des peintres grecs. Le bâtiment de la pinacothèque vaticane, terminé en 1931 et inauguré le 27 octobre 1932, fut réalisé à la demande du pape Pie XI pour ordonner une collection de peintures qui avaient appartenu à plusieurs de ses prédécesseurs, en commençant par Pie VI (1775-1799). Une bonne partie des œuvres exposées fut transportée à Paris par Napoléon, en 1797, mais celles-ci furent restituées aux États pontificaux après le Congrès de Vienne en 1815 grâce notamment à l'intervention du sculpteur Antonio Canova.

#### Œuvres

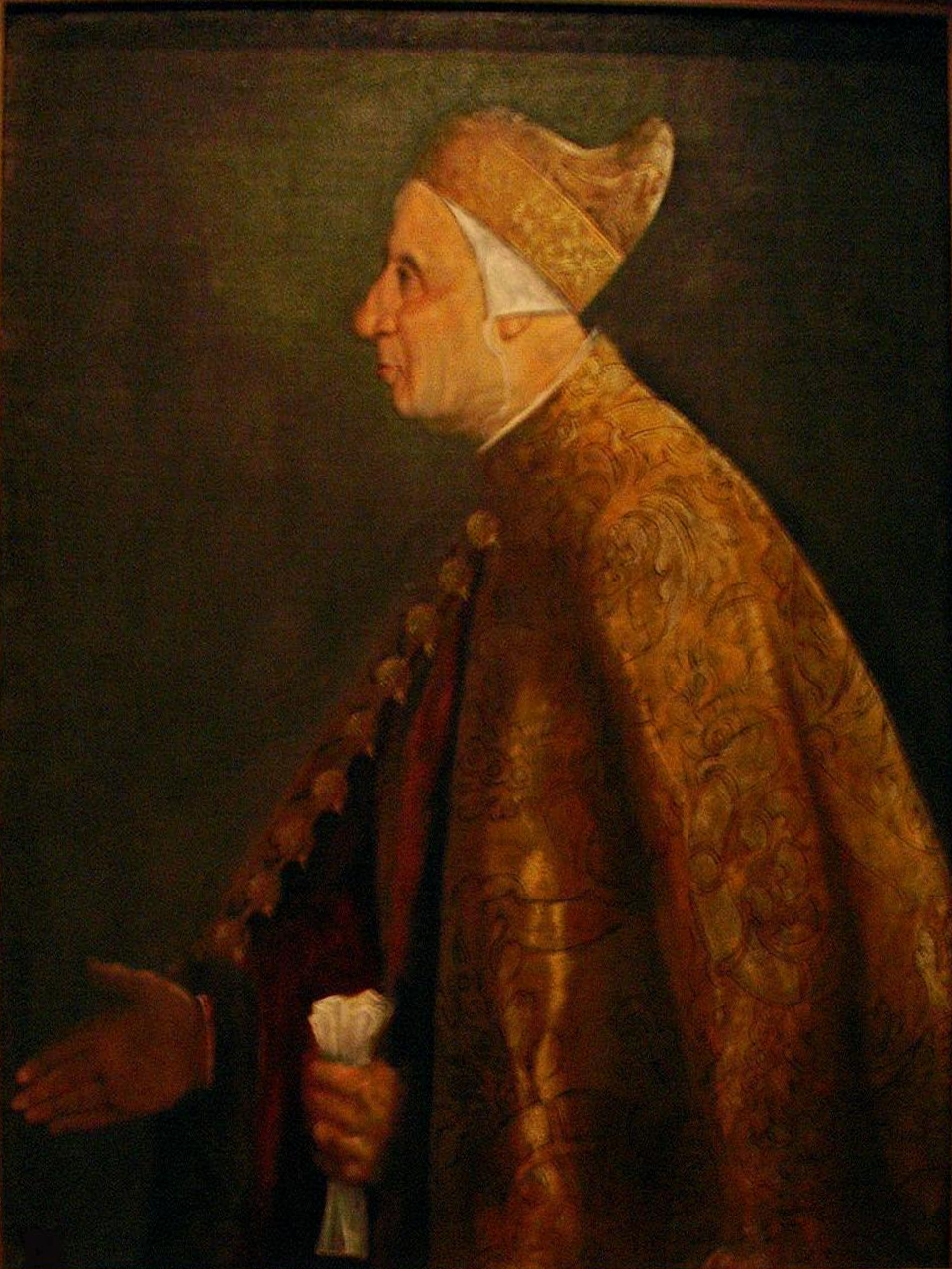
Portrait du Doge Nicolo Marcello par Le Titien.

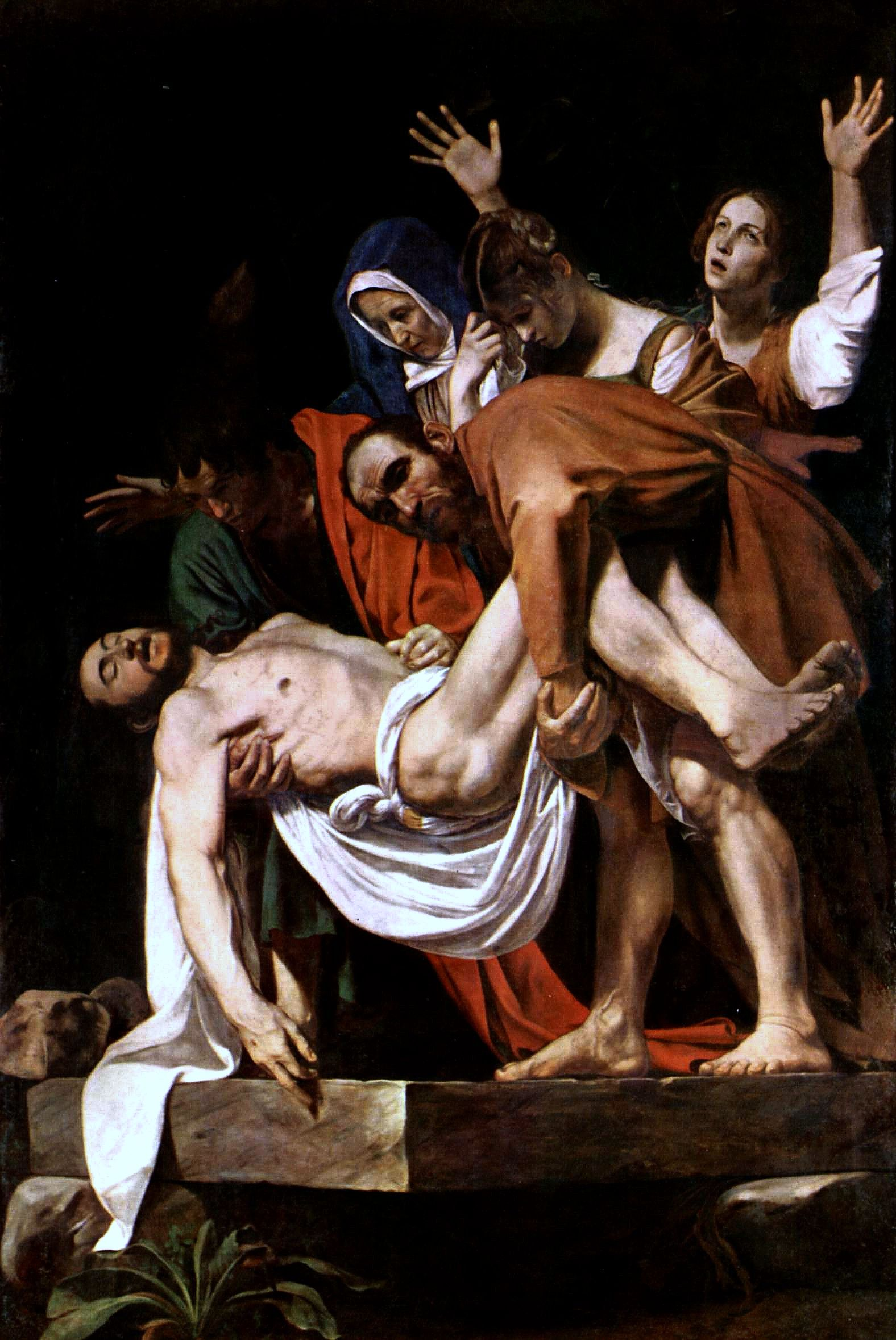
La Mise au tombeau par Le Caravage.

Les œuvres, qui vont du Moyen Âge au XIXe siècle sont exposées par ordre chronologique, permettant ainsi, en visitant les salles, de suivre les évolutions de style de la peinture italienne.
Les œuvres majeures sont :
- Pietro Lorenzetti (1280-1348) : Jésus devant Pilate
- Giotto (1267-1337) : Triptyque Stefaneschi, détrempe sur bois, (env. 1330)
- Ambrogio di Baldese : La Nativité du Christ
- Gentile da Fabriano : Vie de Saint Nicolas de Bari
- Le Sassetta : La vision de Saint Thomas d'Aquin
- Simone Martini : Le Rédempteur qui bénit, détrempe sur bois, (vers 1315-1320)
- Fra Angelico :
  - Épisodes de la vie de Saint Nicolas de Bari
  - Vierge à l'Enfant entre Saint-Dominique, Sainte Catherine d'Alexandrie et des anges, détrempe sur bois, (env.1440-1445)
- Filippo Lippi : Couronnement de la Vierge, détrempe sur bois, (env. 1444),
- Lucas Cranach l'Ancien : Pietà
- Melozzo da Forli :
  - Les Anges musiciens, fresque déposée, (env.1480)
  - Sixte IV nommant l'humaniste Platina conservateur de la Bibliothèque du Vatican, fresque transposée sur toile, (env. 1480-1481)
- Ercole de’ Roberti : Miracles de Saint Vincent Ferrier
- Antonio Vivarini : Saint Antoine abbé et autres saints
- Le Pérugin : Retable des Décemvirs, ou Vierge à l'enfant et Saint Laurent, saints Ludovic de Toulouse, Herculanus et Constant, détrempe sur bois, (1495-1496)
- Raphaël :
  - Le Couronnement de la Vierge, huile sur bois transposée sur toile, (env.1501-1504)
  - La Madone de Foligno, huile sur bois transposée sur toile, (env.1511-1512)
  - La Transfiguration, huile sur toile, (1518-1520)
- Léonard de Vinci : Saint Jérôme en ermite, huile sur bois, (env.1482)
- Giovanni Bellini : Pietà, huile sur bois, (env. 1470-1475)
- Le Titien :
  - Doge Nicolo Marcello
  - Vierge de Saint Nicolas des Frari, huile sur bois transposée sur toile, (1533-1535)
- Véronèse : La vision de Sainte Hélène, huile sur toile, (env.1580)
- Jules Romain et Giovan Francesco Penni : Couronnement de la Vierge dite Vierge de Monteluce
- Federico Barocci :
  - Repos pendant la fuite en Égypte, huile sur toile, (1570-1573)
  - La Bienheureuse Micheline
- Valentin de Boulogne : Martyre des saints Proces et Martinien ; huile sur toile, (1629)
- Le Dominiquin : Communion de saint Jérôme, huile sur toile, (1614)
- Le Caravage : La déposition de Croix, huile sur toile, (env. 1600-1604)
- Guido Reni :
  - Crucifixion de saint Pierre, huile sur bois, (1604-1605)
  - Saint Mathieu et l'ange
- Le Guerchin : Sainte Marie-Madeleine

- Nicolas Poussin :

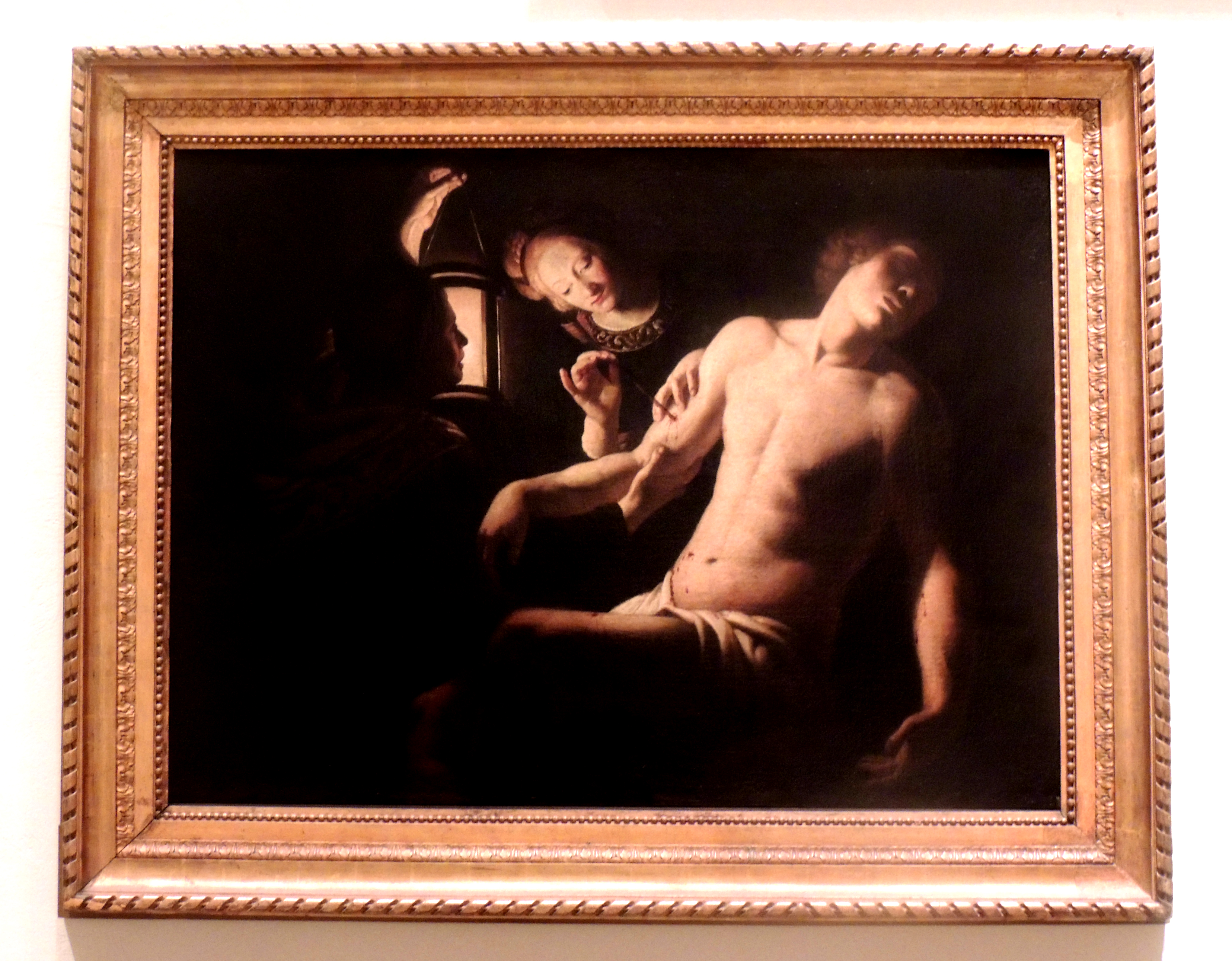
Saint Sébastien soigné par sainte Irène par Trophime Bigot.

  - Le Martyre de saint Érasme, huile sur toile, (1628-1629)
  - La Bataille de Gédéon
- Orazio Gentileschi : Judith et la servante avec la tête d'Holopherne
- Trophime Bigot : Saint Sébastien soigné par Sainte Irène, (1579-1650)

### Collection d'Art religieux moderne
À l'initiative du  pape Paul VI et inaugurée en 1973, la collection abrite près de 600 œuvres picturales, sculptures et dessins. Elle suit un itinéraire qui se développe dans une cinquantaine de salles et qui donne aux visiteurs une vision d’ensemble de l’art moderne, à travers une vaste sélection de 250 artistes de la fin du XIXe siècle jusqu'à nos jours dont :
- Auguste Rodin, La main de Dieu, v.1890, bronze, 53 cm
- Auguste Rodin, Le Penseur, v.1880, bronze, 72 × 30 × 58 cm
- Vincent van Gogh, La Pietà, 1890 env.
- Paul Gauguin, Crucifixion, vers 1890, bois sculpté et peint, 62 × 31 cm
- Maurice Denis
- Odilon Redon, Jeanne d'Arc, huile sur toile, huile sur toile, 26 × 23 cm
- Wassily Kandinsky
- Umberto Boccioni, La mère, 1907
- Marc Chagall
- Paul Klee, Ville avec cathédrale gothique, v.1920, huile sur toile, 98 × 74 cm
- Ernst Barlach
- Francesco Messina, Job, 1934
- Max Beckmann
- Otto Dix, Saint Christophe et l'Enfant Jésus, 1938, huile sur toile, 135 × 125 cm
- Maurice Utrillo
- Giorgio de Chirico, Le Christ et la tempête, 1945, huile sur toile, 73 × 98 cm
- Giorgio Morandi, Nature morte italienne, 1957, huile sur toile, 35 × 45 cm
- Georges Rouault
- Léon Lehmann, Sept grandes toiles de la chapelle des Voirons (Haute-Savoie, France)
- Oskar Kokoschka
- Bernard Buffet
- Renato Guttuso
- Giacomo Balla, La mère, 1928
- Alfred Manessier
- Francis Bacon
- Giacomo Manzù
- Eduardo Chillida
- Salvador Dalí
- Pablo Picasso
- Carlo Carrà, Les filles de Loth, 1940
- Ottone Rosai
- Adolfo Wildt, Pie XI, 1926
- Mario Sironi, San Martino, 1941
- Casorati
- Marino Marini, Miracle, 1970
- Marino Marini, Cavalier, 1953, plâtre peint, 142 × 103 × 84 cm
- Henri Matisse, Vierge à l'enfant
- Lucio Fontana, Madone, 1956
- Lucio Fontana, Le pape Martin V, plaque pour le portail de la cathédrale de Milan, bronze, 79 × 93 cm
- James Ensor, Procession des pénitents de Furnes, 1913, huile sur toile, 130 × 162 cm
- Karl Schmidt-Rottluff, Cathédrale, v.1910, huile sur toile, 27 × 40 cm
- Fernand Léger, La Sainte-Tunique, 1950-1951, vitrail, 163 × 425 cm

### Musée Pio-Clementino

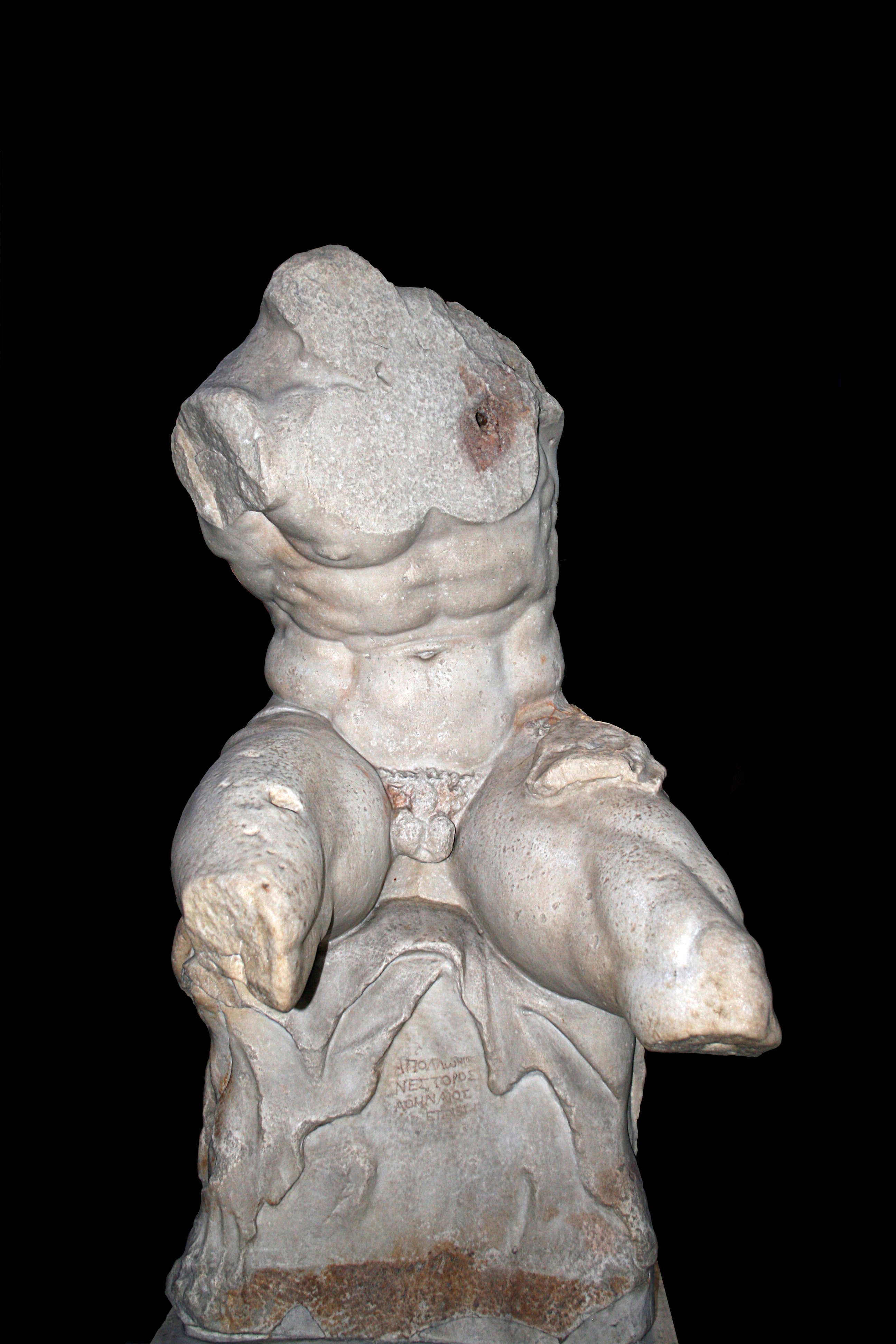
Le Torse du Belvédère.

Parmi les œuvres les plus importantes de ce musée, commencé par le pape Clément XIV et poursuivi par Pie VI (d'où le nom Pio-Clementino) pour préserver les collections que le Vatican acquérait pour les conserver en Italie, on retrouve :
- Dans la salle des Muses : le torse du Belvédère, marbre antique du Ier siècle av. J.-C. qui représenterait le torse d'Hercule. Attribué au sculpteur grec Apollonios d'Athènes, il a été découvert au Belvédère. Il a inspiré Michel Ange et est caractérisé par une torsion du corps laissant apparaître tous les muscles.
- Dans la cour octogonale, à huit chapelles : le groupe du Laocoon, prêtre troyen, étouffé avec ses fils par deux serpents sortis de la mer, après avoir dit « Je crains les Grecs, même quand ils font des cadeaux » et lancé un javelot sur le cheval de Troie ; l'Apollon du Belvédère, l'Antinoüs du Belvédère (en fait un Hermès) et l'Apoxyomène (athlète se nettoyant avec un strigile).
- Les chambres de Raphaël ont été peintes et décorées par cet artiste. Ce sont :
  - La chambre de l'incendie du Borgo, à mettre en parallèle avec celui de Troie. On peut ainsi reconnaître Enée portant son père Anchise.
  - La chambre de la signature où sont signés certains documents officiels contient deux tableaux en face-à-face : Science et Philosophie, qui représentent l'École d'Athènes et La Dispute du Saint-Sacrement, avec les principaux membres de l'Église de l'époque, surplombés par Jésus, Marie et les Apôtres. Elle présente également la fresque de Raphaël : Les Vertus cardinales et théologales.

### Musée ethnologique missionnaire
Ce musée est constitué par Pie XI au Palais du Latran en 1926, il fut transféré au Vatican à la demande de Jean XXIII. Il renferme des objets concernant les cultures extra-européennes provenant de l'Exposition missionnaire de 1925, du Musée Borgia, et de dons offerts par différentes congrégations missionnaires. Il est particulièrement riche en objets de culte appartenant à différentes religions, qui proviennent surtout d'Asie (taoïsme, bouddhisme, hindouisme, animisme) et d'objets qui révèlent l'hybridation entre le catholicisme et les cultures locales dans les quatre continents, entre le XVIIe et le XIXe siècle.

### Musée grégorien égyptien

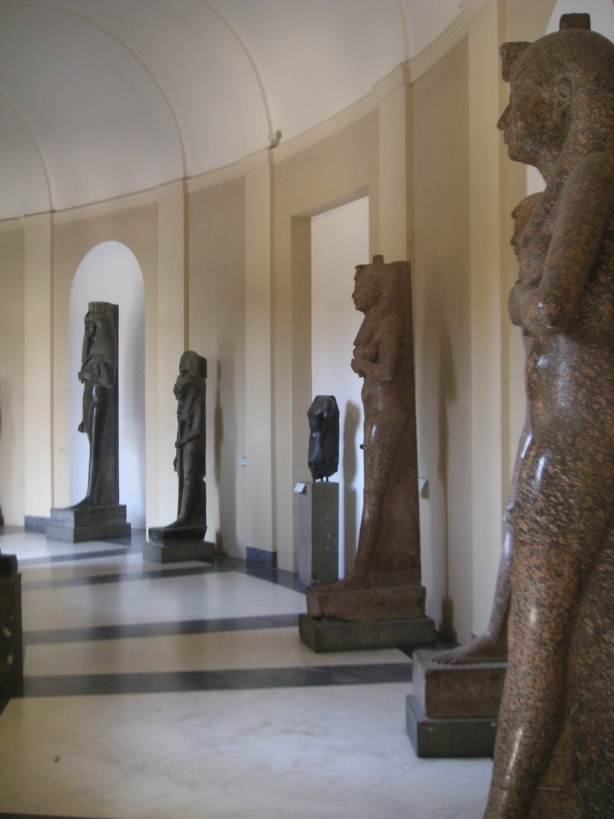
Galerie de sculptures, Musée égyptien.

Fondé par le pape Grégoire XVI en 1839, conçu par le père Ungarelli, l'un des premiers égyptologues italiens, il contient des pièces égyptiennes collectionnées par les papes depuis la fin du XVIIIe siècle, et des statues rapportées à Rome à l'époque de l'Empire.
- Statue colossale de la reine Tuya, v.1219-1213 av. J.C., granit ;
- Isis allaitant Horus, Ier siècle av. J.-C., granit ;
- Amon-Râ siégeant, v.1290-1279 av. J.C., granit.

### Musée grégorien étrusque

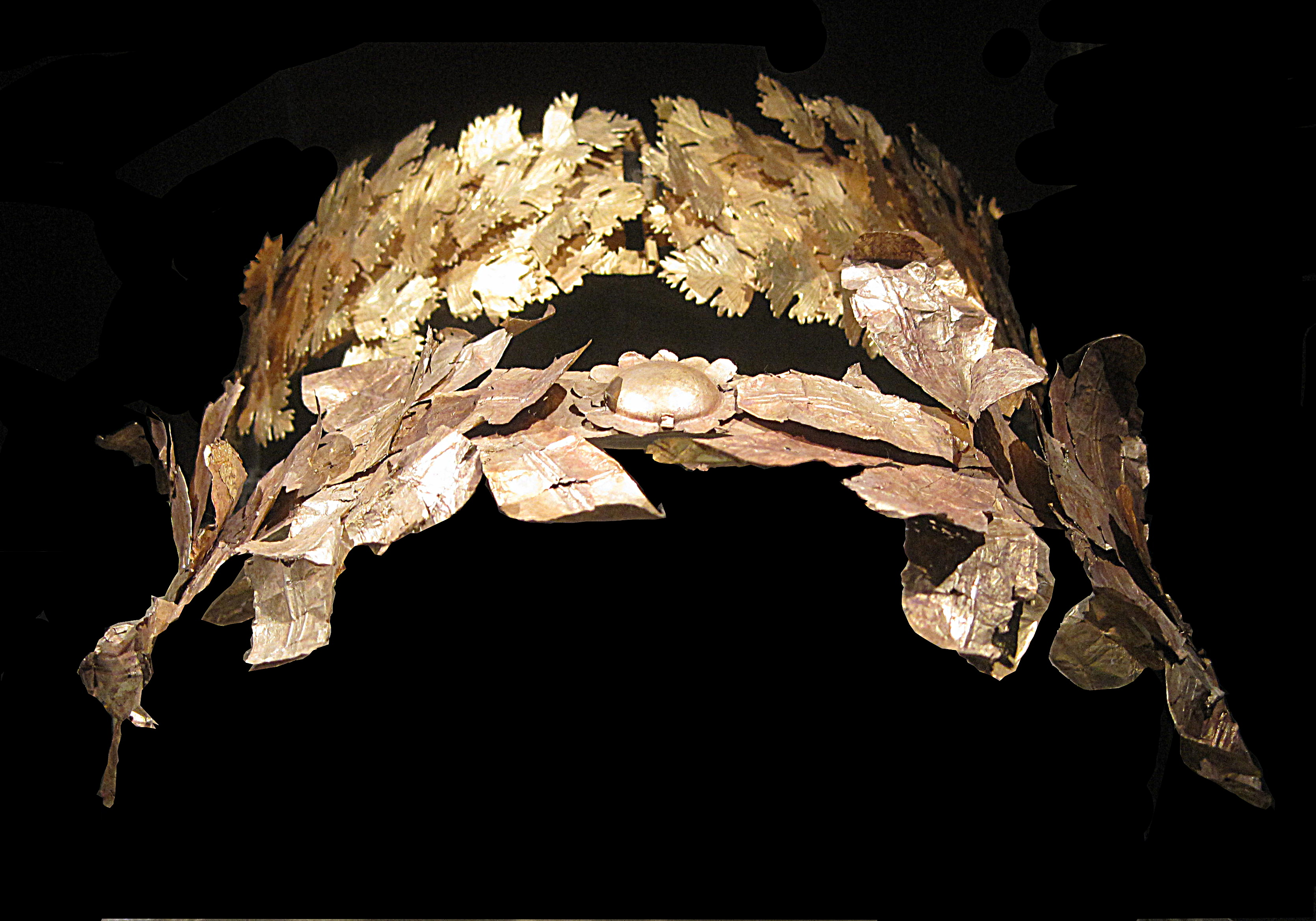
Couronnes en or de Vulci (Musée grégorien étrusque).

Le Musée grégorien étrusque, fondé par le pape Grégoire XVI en 1837 rassemble des pièces provenant pour la plupart de fouilles privées réalisées, sur autorisation du Gouvernement pontifical, à l'intérieur des nécropoles au sud de l'Étrurie. Le musée abrite également une collection d'antiquités romaines provenant de Rome et du Latium ainsi qu'une grande collection de vases grecs de style italique et de vases étrusques.
- Statue en bronze Mars de Todi, Ve siècle av. J.-C.
- Sarcophage à relief polychrome, Ier siècle av. J.-C.
- Monument funéraire avec Adonis mourant, IIIe siècle av. J.-C.

### Musée grégorien profane

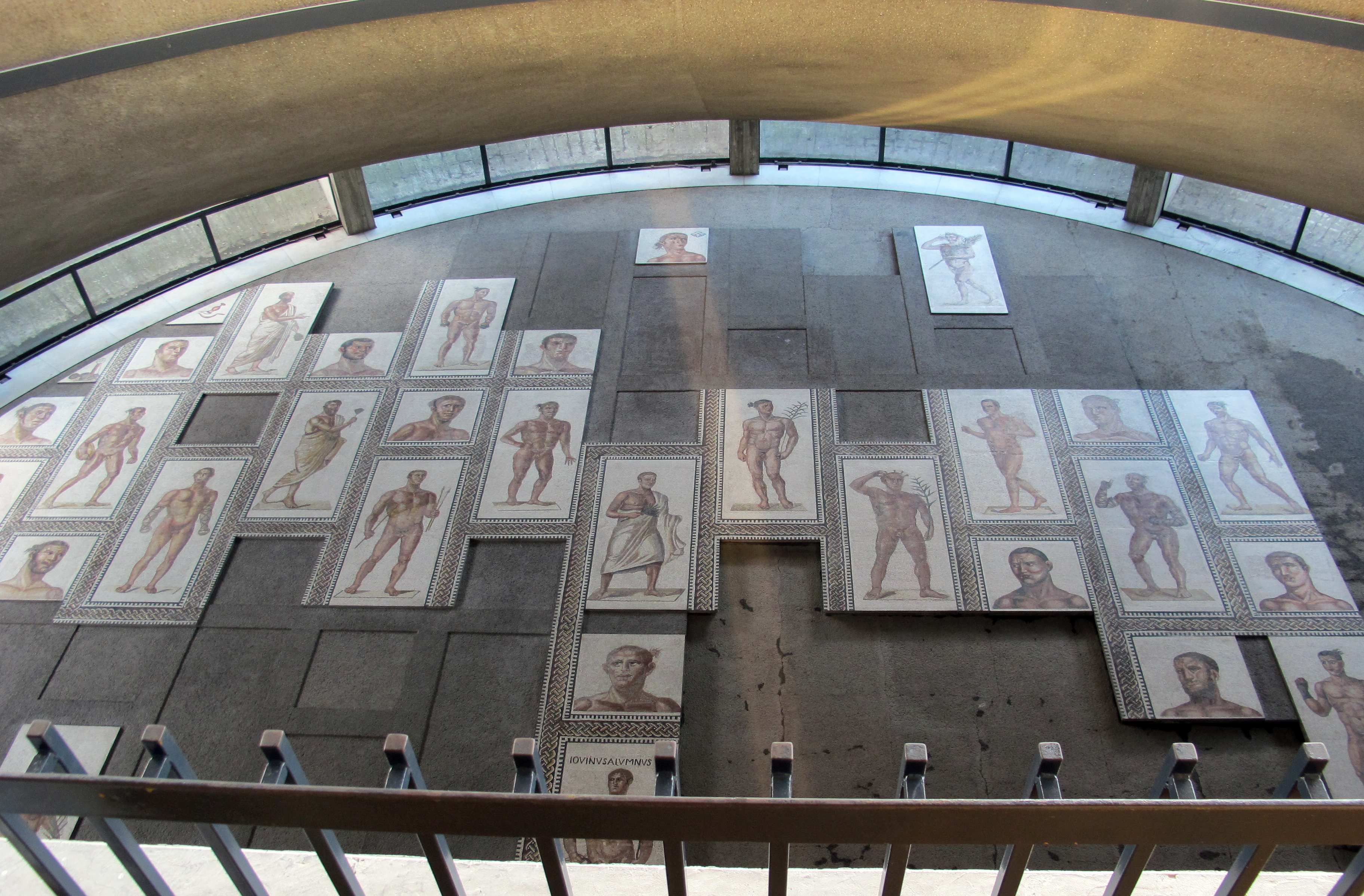
Mosaïques des athlètes au Musée profane.

Ce musée renferme la collection d'antiquités de l'ancien musée du Latran. Cette collection fut constituée par Grégoire XVI au Palais du Latran et inaugurée le 14 mai 1844. Le pape Jean XXIII la fit transférer au Vatican. La plupart des objets proviennent de fouilles et découvertes faites dans les États pontificaux. On y retrouve des sculptures grecques et romaines ainsi que les mosaïques des athlètes des thermes de Caracalla.
- Statue colossale de l'empereur Claude assis.
- Autel des magistrats du bourg (vers 30-40 ap. J.-C.).

### Musée chrétien
Le Musée chrétien, ou Musée Pio Cristiano, fondé par Pie XI en 1854 abrite les collections d'antiquités chrétiennes exposées au Palais du Latran jusqu'en 1963. Les sculptures proviennent des fouilles entreprises au XIXe siècle par la Commission d'Archéologie Sacrée.

### Musée de la Bibliothèque apostolique vaticane

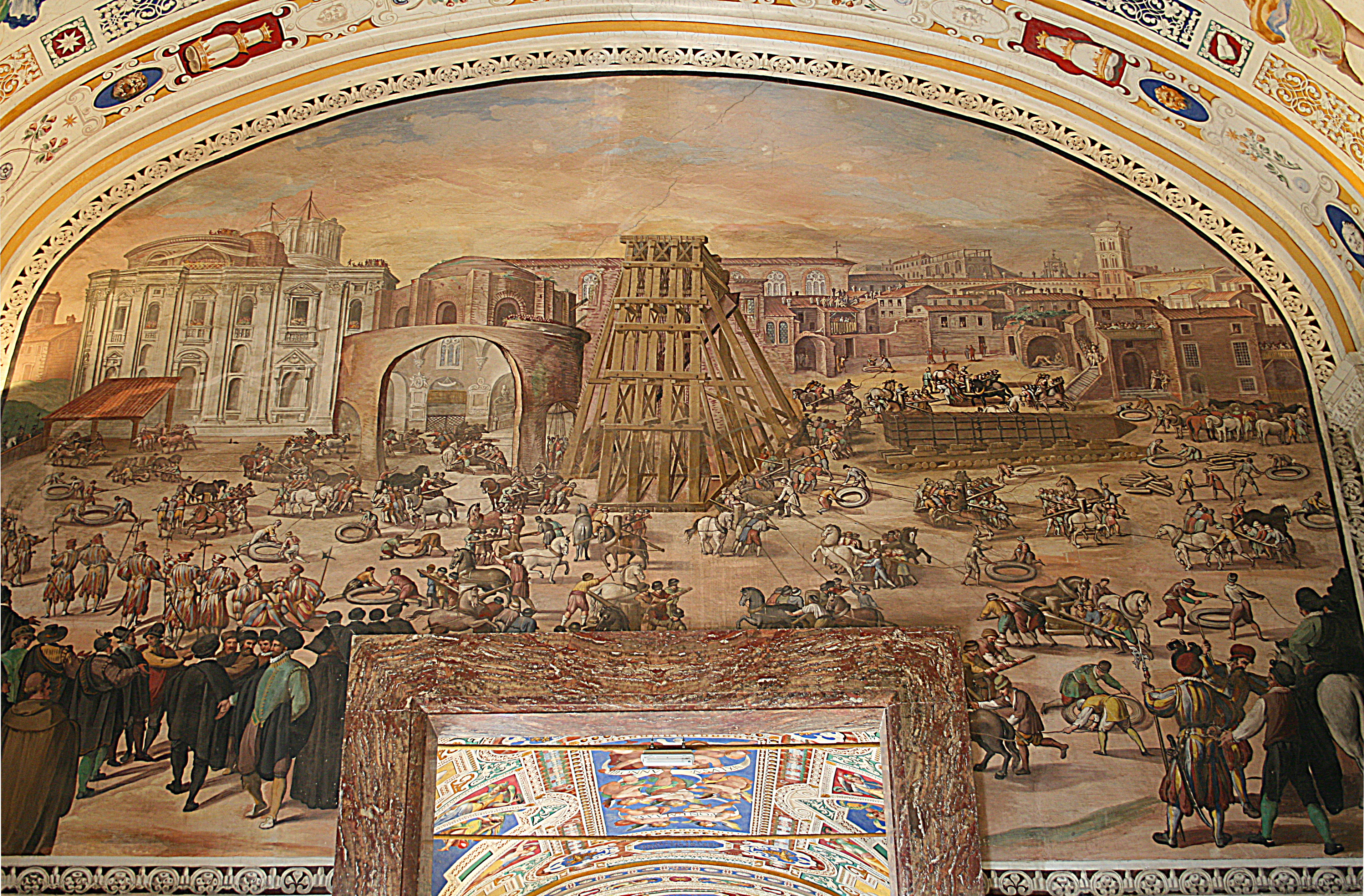
Salle des Archives pontificales (Bibliothèque apostolique vaticane).

Remontant aux premiers temps de la papauté, la bibliothèque Vaticane a donné au cours de l'histoire naissance aux Archives pontificales, qui contient les Archives secrètes du Vatican. De nombreux papes y ont consacré des moyens et un intérêt soutenu, dont Nicolas V, qui fonde formellement l'institution vers 1450, puis Sixte IV, Sixte V, Paul V, jusqu'à Léon XIII et Pie XI qui, avant son pontificat, en est le préfet.

### Musée des carrosses
Ce musée a été institué par le pape Paul VI, et aménagé dans une grande salle en sous-sol du jardin carré.
Y sont conservés des carrosses, des selles, des automobiles, et des chaises à porteur utilisés par les différents papes. En particulier :
- La berline de grand gala du pape Léon XII;
- La Citroën C6 Lictoria du pape Pie XI[4];
- La Graham-Paige Graham-Paige 1929 Pie XI et Pie XII[5];
- La chaise à porteurs de Léon XIII.

### Musée Chiaramonti

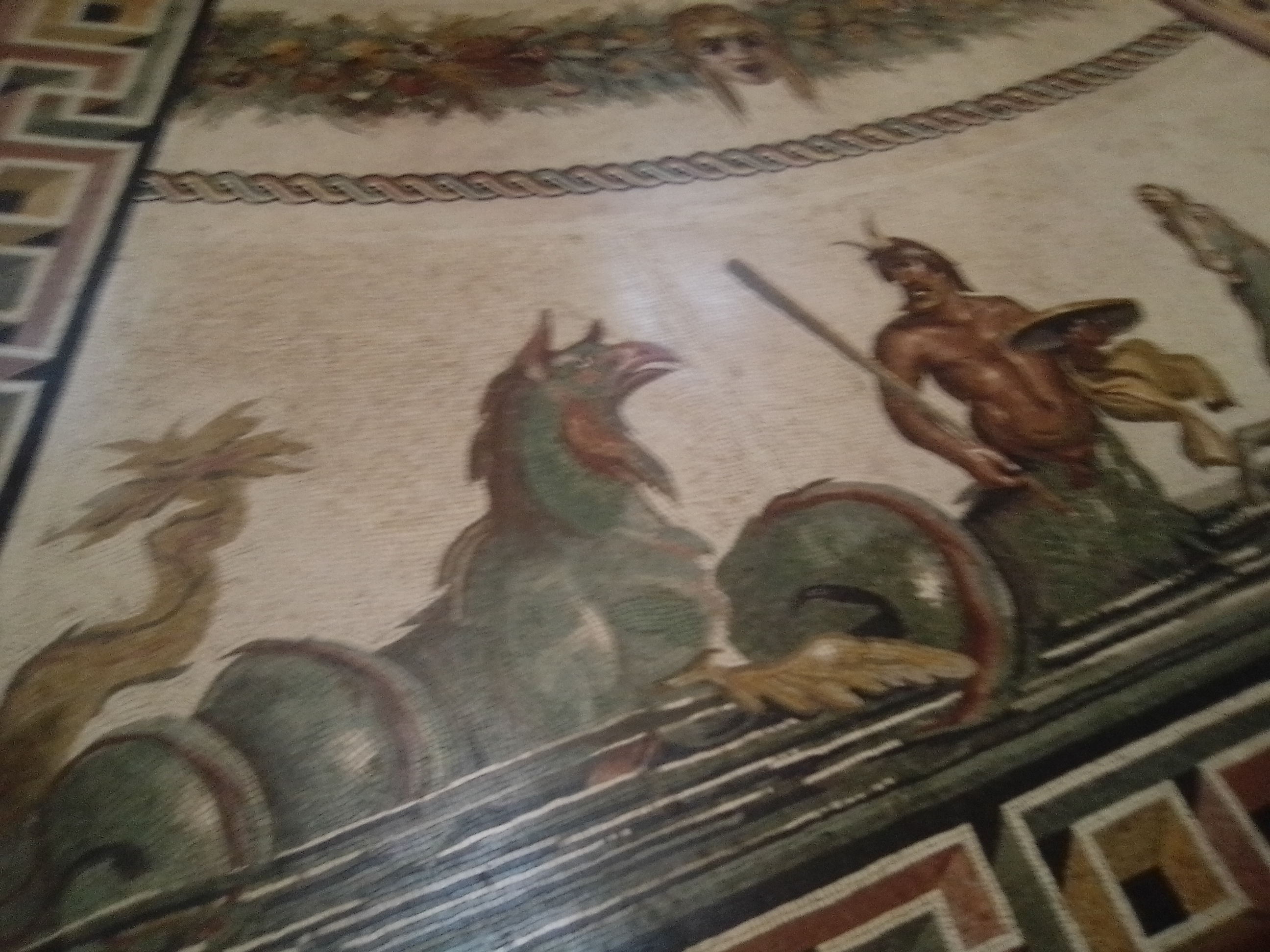
Mosaïque de Neptune musée du Vatican.

Voulu par le pape Pie VII Chiaramonti (1800-1823), pour abriter les statues et les bustes romains, il fut ordonné par le sculpteur néoclassique Antonio Canova en 1807. Il contient un millier de sculptures environ, dont des portraits d'empereur, des représentations de divinités, de nombreux fragments frises et reliefs tirés des sarcophages.

### Musée philatélique et numismatique

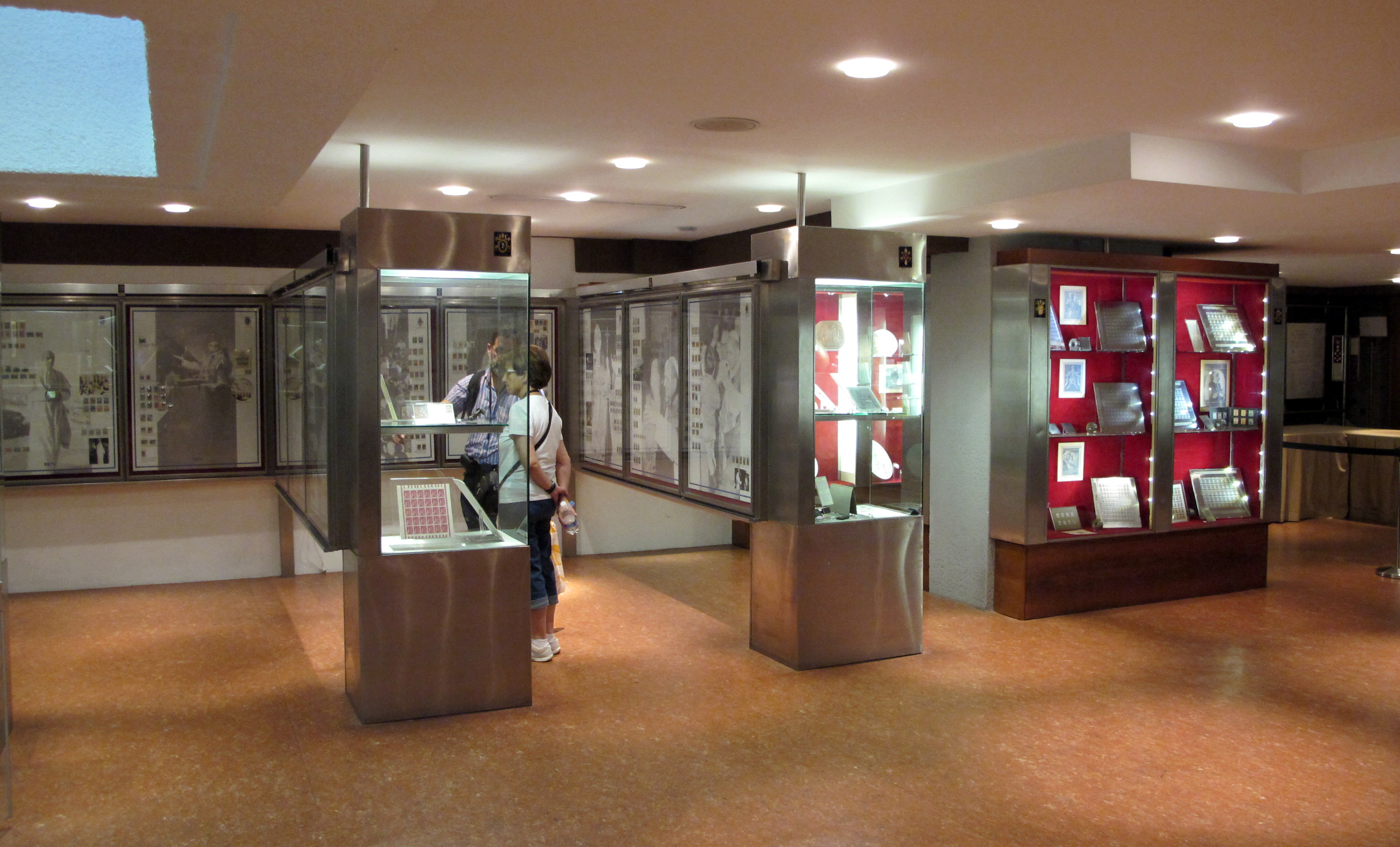
Une salle du Musée philatélique et numismatique.

Inauguré le 25 septembre 2007, le Musée philatélique et numismatique est la dernière collection des musées du Vatican. Il rassemble tous les timbres et pièces de monnaie de la Cité du Vatican, de 1929 à ce jour et abrite également une vaste collection philatélique des anciens États pontificaux, avec quelques raretés.
Le musée est divisé en deux sections :
- la section philatélique comprend les émissions philatéliques par pontificats (de Pie XII à Benoît XVI), des cartes postales ainsi que des aérogrammes ; les émissions papales de l’État (1852-1870), avec des timbres annulés et des enveloppes timbrées. On y trouve également des plaques, des cylindres, et d'autres matériels d'impression utilisés pour l'impression des timbres en creux.
- la section numismatique qui comprend des pièces divisionnaires de 1929 à 2001, des pièces commémoratives de 1979 à 2001, des pièces de monnaie après 2001 en euro, des pièces émises lors de chaque Année Sainte ainsi que des pièces de monnaie et timbres émis pendant le Sede vacante.

## Palais du Vatican

### Chapelles

#### Chapelle Sixtine
La chapelle Sixtine sert notamment de lieu de rassemblement des conclaves en vue de l'élection du nouveau pape. C'est également le lieu où se tiennent certaines cérémonies pontificales solennelles, notamment celles appelées chapelles papale.
Son plafond a été réalisé par Michel Ange en 4 ans. Il représente des scènes de la Genèse : les créations du Soleil, de la Lune, d'Adam et Ève, la séparation des eaux et de la terre, des ténèbres et de la lumière, le péché originel, l'expulsion du paradis, le sacrifice et l'ivresse de Noé...
On peut y voir la paroi du Jugement Dernier également de Michel-Ange.

#### Chapelle Paolina
La chapelle Paolina est voisine de la chapelle Sixtine, fermée au public, et sert également lors des rassemblements des cardinaux avant leur entrée en conclaves, ou pour diverses messes privées du pape.
Y sont présentes deux célèbres fresques de Michel-Ange, commandes du pape Paul III : Le Martyre de saint Pierre et la Conversion de saint Paul. S'y trouvent aussi des œuvres des peintres Lorenzo Sabbatini et Federico Zuccari.

#### Chapelle Nicoline
La chapelle Nicoline (Cappella Niccolina), construite par Nicolas V, illustrée par de splendides fresques de Fra Angelico, exécutées entre 1447 et 1451. La chapelle se trouve dans la tour d'Innocent III, l'une des parties les plus anciennes du palais apostolique.

### Galeries

#### Galerie lapidaire
La galerie fait partie du musée Chiaramonti, fondée par le pape Pie VII. Elle présente une collection d'épigraphes antiques constituée au XVIIIe siècle par Gaetano Marini (1740-1815).

#### Braccio Nuovo

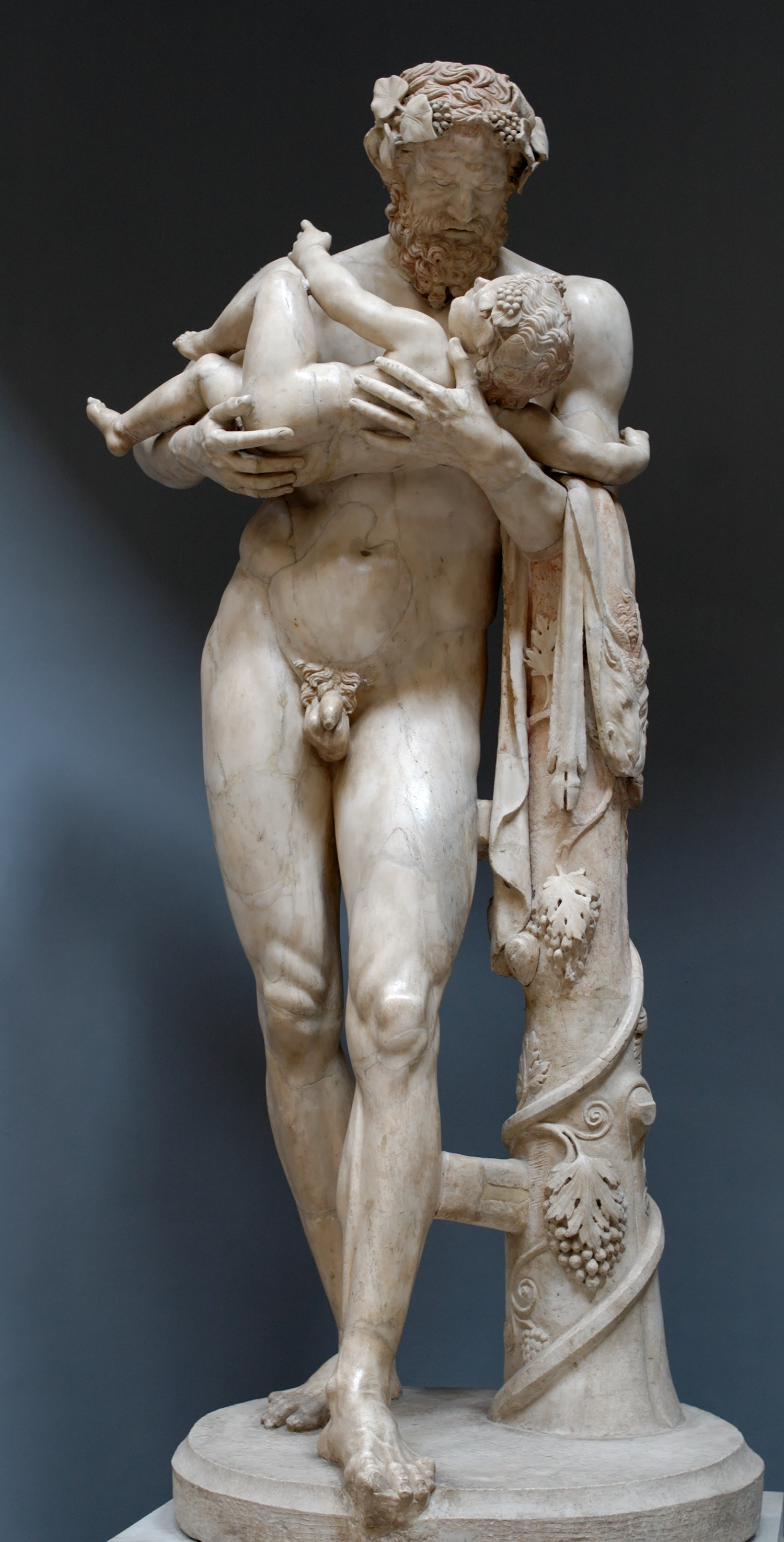
Silène avec Dionysos enfant, marbre, copie romaine du milieu du IIe siècle ap. J.-C. d'un original grec (vers 300 av. J.-C.).

Le Braccio Nuovo, en français : la nouvelle aile est un édifice que fit construire le pape Pie VII. Il fait partie du musée Chiaramonti. Il fut inauguré en 1822. Des statues romaines et des répliques d'originaux grecs, toujours de l'époque romaine, y sont rassemblés. Des mosaïques ont été insérées dans le pavement.

#### Galerie des candélabres
Construite en 1761, il s'agissait à l'origine d'une loggia ouverte qui fut fermée à la fin du XVIIIe siècle. Les peintures du plafond sont de 1883-87. Elle abrite des statues romaines, répliques d'originaux grecs de la période hellénistique et correspondant aux arcades, de grands candélabres du IIe siècle.

#### Galerie des tapisseries

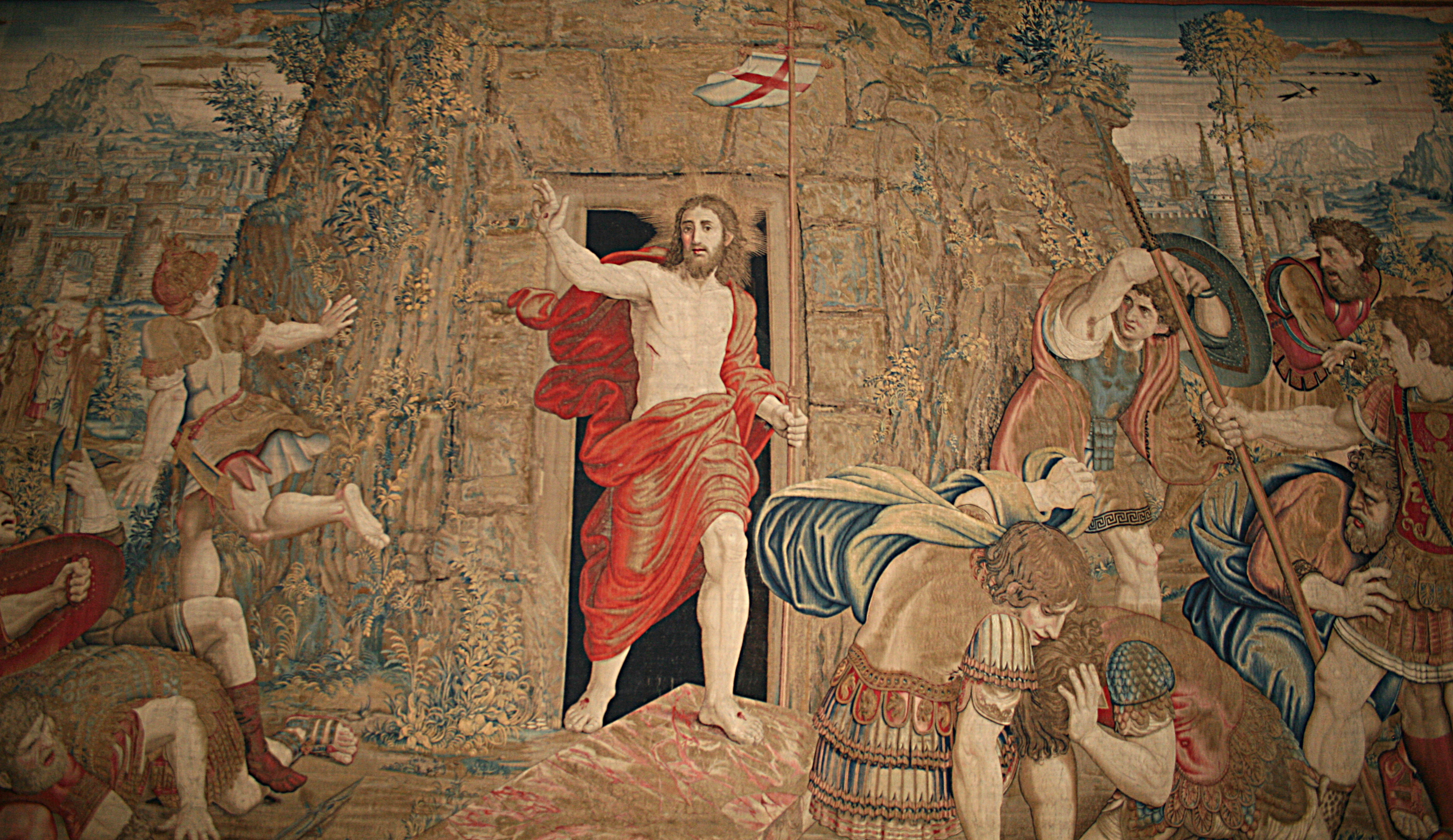
La Résurrection du Christ.

Des tapisseries réalisées à Bruxelles et Tournai à l'époque du pape Clément VII (1523-1534) par des élèves de Raphaël y sont conservés. Elles furent exposées pour la première fois dans la Chapelle Sixtine en 1531 et transportées dans cette galerie en 1838.
- Atelier de Raphaël et Pieter van Aelst :
  - Adoration des Trois Mages, laine, soie, fil métallique, v. 1525-1530 ;
  - Massacre des saints Innocents, laine, soie, fil métallique, v. 1525-1530 ;
  - Noli Me Tangere, laine, soie, fil métallique, v. 1525-1530 ;
  - Adoration des Bergers, laine, soie, fil métallique, v. 1525-1530.
- Manufacture Barberini, active entre 1627-1683 :
  - Le pape Urbain VII consacre la basilique Saint-Pierre, laine, soie, fil métallique, v. 1663-1679 ;
  - La comtesse Mathilde fait don de sa terre au pape Pascal II, laine, soie, fil métallique, v. 1663-1679 ;
  - Maffeo Barberini élu pape sous le nom de d'Urbain VIII, laine, soie, fil métallique, v. 1663-1679.

#### Galerie des cartes géographiques

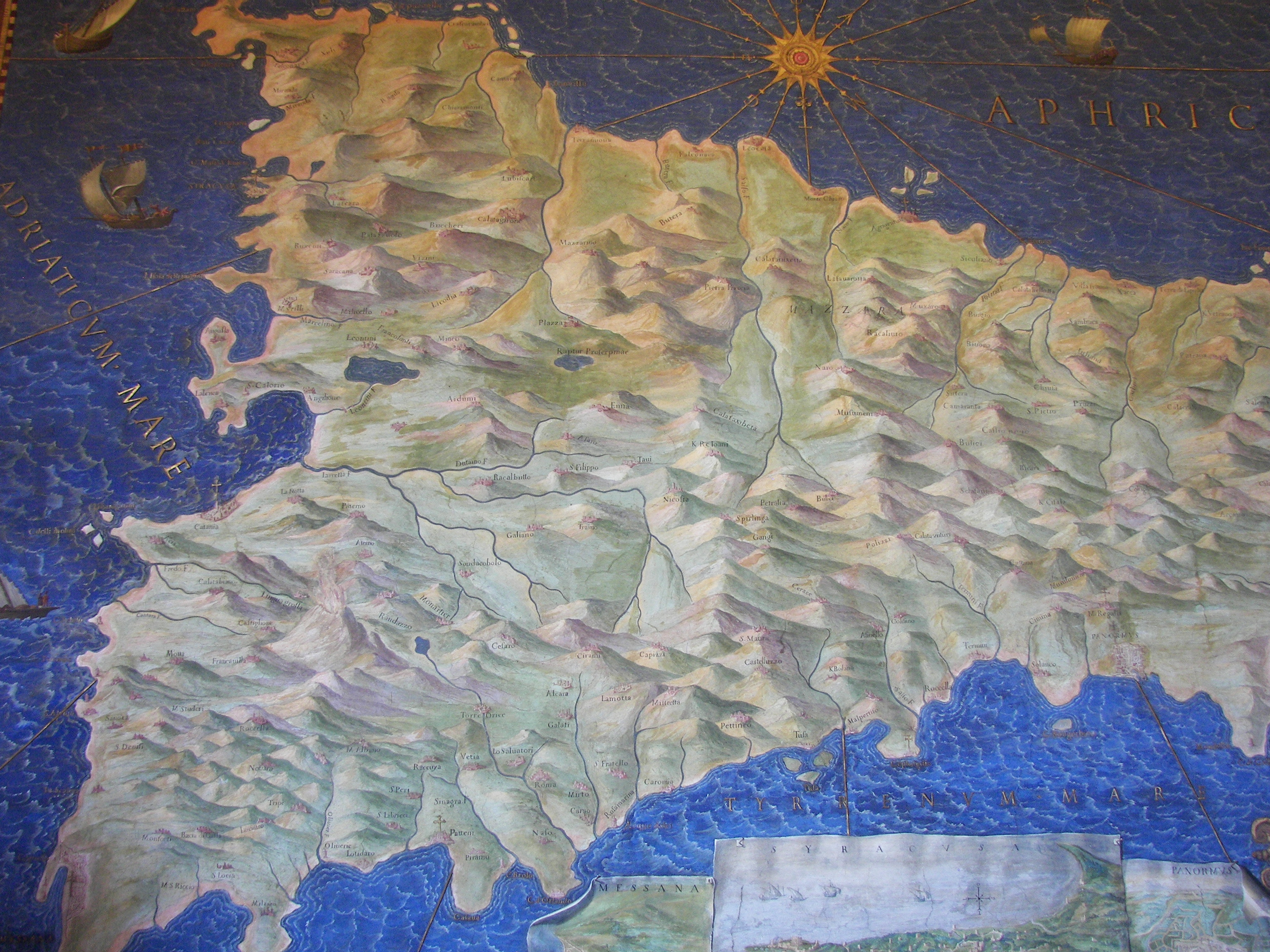
Carte de la Sicile dans la Galerie des Cartes.

Cette galerie doit son nom aux quarante cartes topographiques des régions italiennes et des territoires de l'Église que le pape Grégoire XIII fit peindre entre 1580 et 1583 d'après les cartons d'Ignazio Danti. La galerie mesure 120 m de long sur 6 m de large.

## Autres lieux artistiques

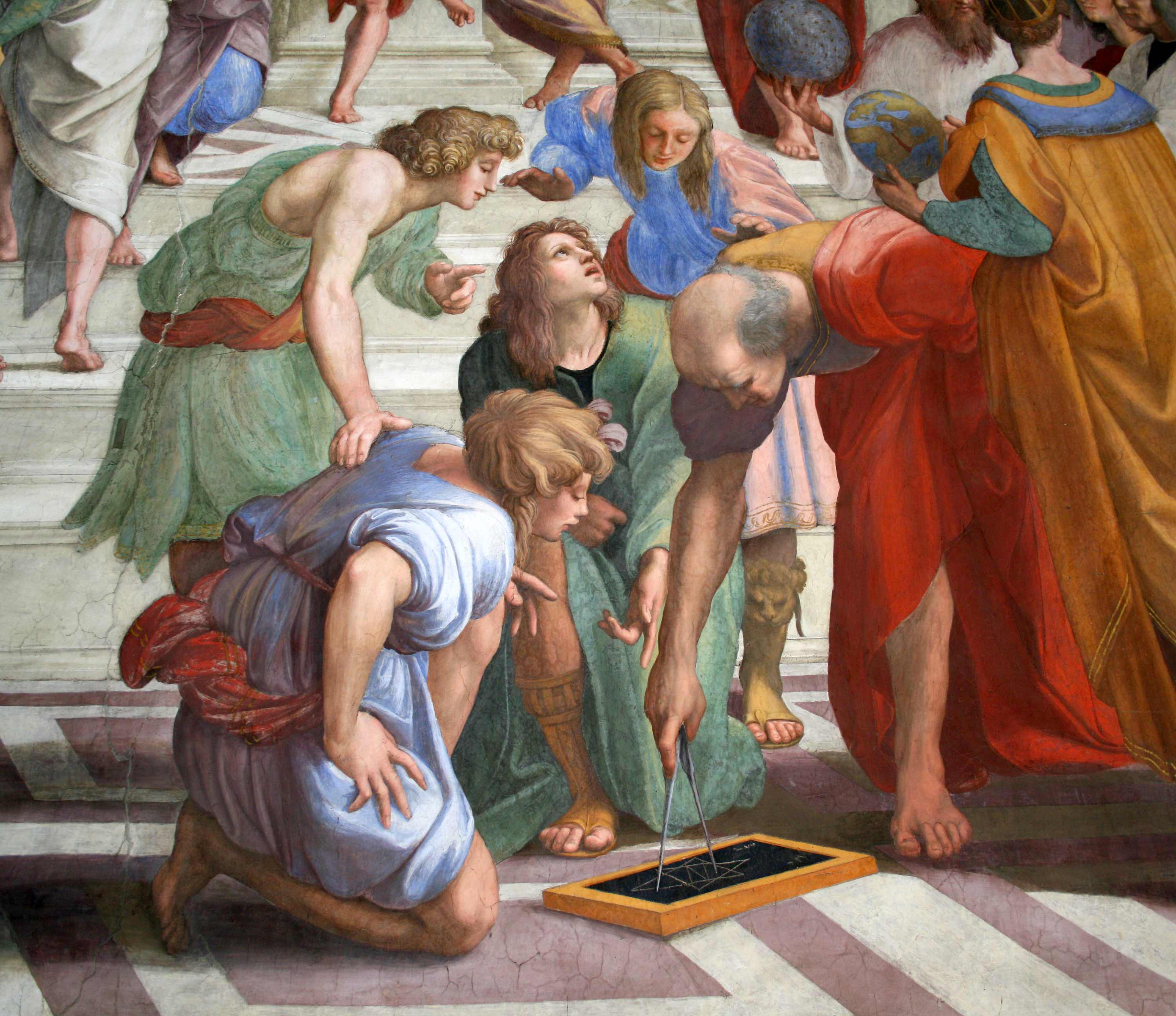
L’École d'Athènes (Chambres de Raphaël).

- Chambres de Raphaël et loggia :
  - Chambre de Constantin ;
  - Chambre d'Héliodore ;
  - Chambre de la Signature ;
  - Chambre de l'Incendie du Borgo.
- Appartements Borgia.

## Jardins
Depuis le 25 mars 2013, le Jardin carré est ouvert au public aux horaires habituels des musées du Vatican.
Le Jardin carré est un grand espace vert (7 735 m2), destiné autrefois aux hôtes de marque de la Cour pontificale. Il est réparti en quatre parterres bordés de haies selon les critères des jardins à l’italienne. Il est situé dans un cadre unique, entre la coupole de Saint-Pierre, le bois qui couvre la colline du Vatican et la façade de la Pinacothèque. Il a été réalisé au XVIe siècle par l’architecte Jacopo Meleghino selon le vœu du pape Paul III.

## Affluence

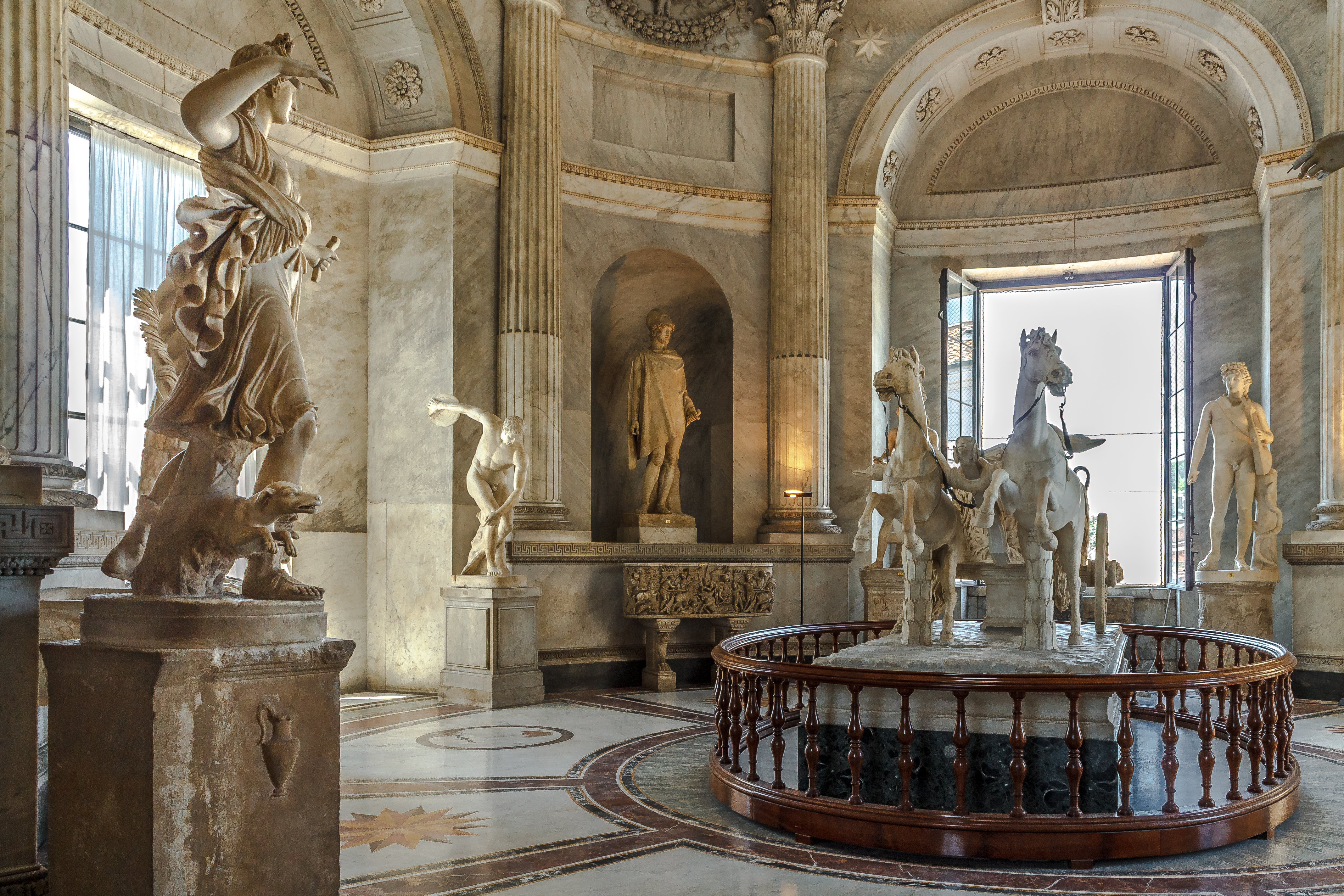
Sala della Biga

Le nombre de visiteurs est de plus de quatre millions par an. En 2011, ils étaient cinq millions. L'attraction exercée par le pape François sur les visiteurs a permis d'atteindre en 2013 une fréquentation record de 5,5 millions.
Le dernier dimanche de chaque mois, les musées du Vatican sont ouverts au public gratuitement ce qui entraîne une forte affluence. Il est par ailleurs habituel de faire la queue plusieurs heures avant de pouvoir y accéder. La billetterie en ligne permet d'acheter des billets coupe-file qui permettent un accès direct aux musées.